# 회현동 (서울)

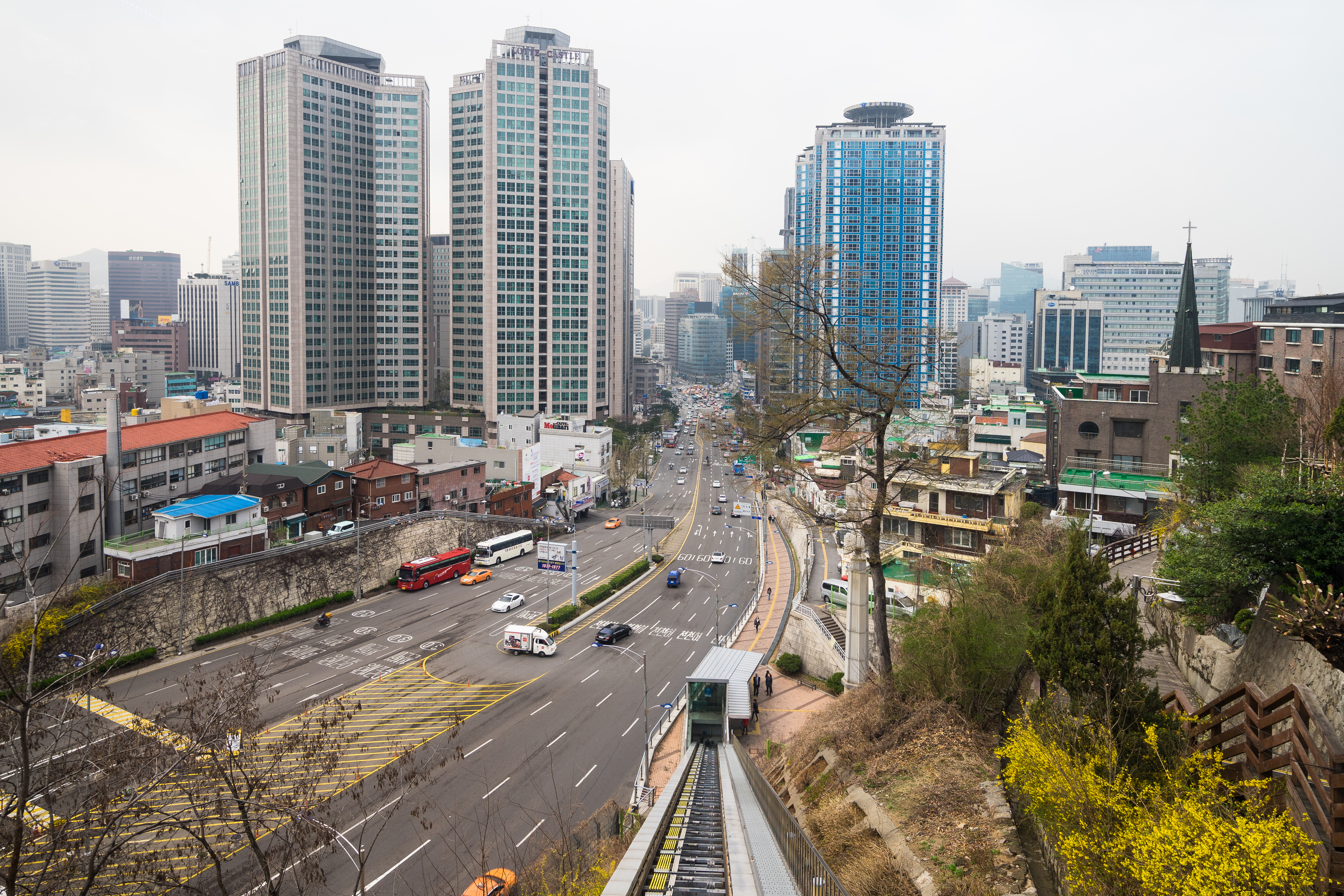
회현동 전경

회현동(會賢洞)은 서울특별시 중구의 동이다.

## 개요
회현동의 동명은 이 일대에 ‘어진 사람들이 많이 모여 살았다’(會賢)고 한데서 유래되었으며, ‘회현’, ‘회동’으로 약칭되기도 하였다. 남창동은 조선 선조 때 설치된 선혜청의 창고가 있던 남쪽이라고 해서 동명이 유래되었다. 조선 초기 한성부를 5부 52방의 행정구역으로 나눌 때 회현동은 남부의 호현방, 명례방 지역, 남창동은 서부양생방 지역에 속했으며, 일제때 ‘정회’를 설치할 때 욱정1정목동부정회, 서부정회가 설치되었고 광복 후 1946년 10월 회현동1가 동부동회, 서부동회로 바뀌어 회현동1가, 2가, 3가 지역 행정을 담당했다. 1947년 말에 조사된 현재 회현동사무소 관할구역내의 각동의 행정을 살펴보면 회현동1가 지역은 회현동 1가 동부동회와 서부동회, 회현동2가와 3가 지역은 회현동2,3가 동회, 남창동 지역은 남대문로 3, 4가 동회에서 행정을 담당했다.
1955년 4월 18일 행정동제 실시에 따라 회현1가 제1동과 회현1가 제2동이 설치되었고, 1970년 5월 18일에 회현동1가 지역을 관할하는 회현1가동 사무소가 설치되었다. 주민수효의 감소로 1975년 10월 1일 남산동사무소의 관할 일부 지역 회현동2가, 회현동3가가 편입되어 회현동사무소가 되었다. 1980년 7월 1일 소공동사무소 관할구역의 일부가 편입되어 오늘에 이르고 있으며, 1992년 1월 3일 남대문로3 ·4가동 일부 지역이 회현동사무소 소관 구역에 편입되었다. 1998년 9월 14일 정부조직개편으로 구 남대문로5가동과 통폐합되어 남대문로5가, 봉래동1.2가, 순화동 일부가 편입되었다. 현재 회현동주민센터는 회현동1가 164번지에 위치하고 있다.
회현동1가 남산3호터널 입구에는 우리은행의 본점이 있으며, 1999년 12월 27일에 이전해 왔다. 신세계백화점 본점 또한 이곳에 위치해 있다.

## 법정동
- 남대문로5가
- 남창동
- 봉래동2가
  - 도로 구역을 제외한 전 구역이 한국철도공사 관할이다.
- 남대문로3가 일부
- 남대문로4가 일부
- 순화동 일부
- 충무로1가 일부
- 회현동1가 일부
- 회현동2가 일부

## 명소

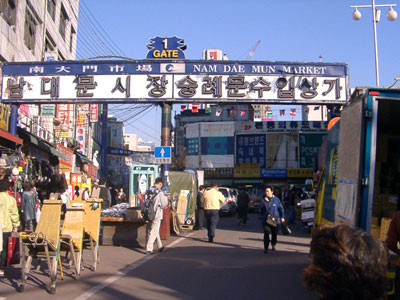
남대문 시장 1번 입구

- 남대문시장
- 숭례문
- 구 서울역사(문화역서울 284)
- 서울로 7017

## 교통
- ● 수도권 전철 4호선 회현역
- ● 수도권 전철 1호선 서울역

## 같이 보기
- 대한민국의 행정 구역